# سیاهرگ‌های حلقه‌ای
سیاهرگ‌های حلقه‌ای (انگلیسی: Vorticose veins) سیاهرگ‌هایی هستند که صلبیه چشم را سوراخ می‌کنند. این سیاهرگ‌ها از مشیمیه می‌آیند و به سیاهرگ چشمی (افتالمیک) بالایی می‌ریزند.
تخلیه سیاهرگی مشیمیه توسط چهار سیاهرگ حلقه‌ای انجام می‌شود.

## نگارخانه

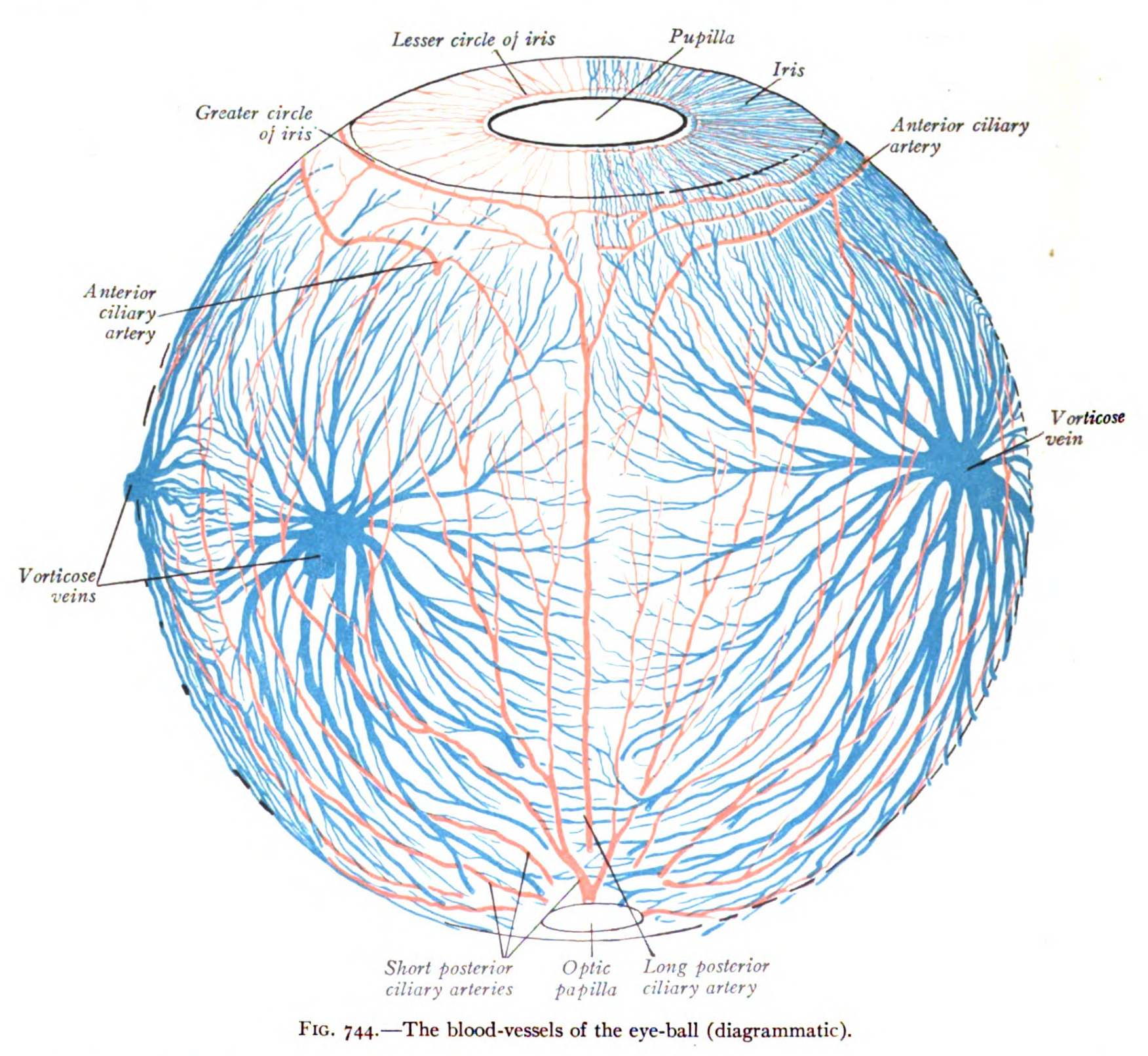